# Pedro de Alcántara Álvarez de Toledo
Pedro de Alcántara Álvarez de Toledo y Salm-Salm (Madrid, 20 juillet 1768 - Madrid, 27 novembre 1841), 13e duc del Infantado, 10e duc de Francavilla, 9e duc de Pastrana, 9e duc d'Estremera et 12e marquis de Távara, entre autres titres de noblesse, chevalier de l'ordre de la Toison d'or, était un homme politique et un militaire espagnol.

## Biographie
Il était le fils du mariage entre Pedro de Alcántara Álvarez de Toledo y Silva, 12e duc de l'Infantado, et la princesse Maria Anna Viktoria Wilhelmine zu Salm-Salm, qui appartenait à une famille noble du Saint Empire romain germanique. Le fait que son père soit le premier Infantado à épouser une étrangère a eu un impact sur son éducation, car la famille a passé de longs séjours à Paris et son tuteur, le botaniste valencien Antonio José Cavanilles, y a également vécu.
Son père meurt en 1790 et à l'âge de vingt-deux ans, il devient le chef de la Maison de l'Infantado. Durant sa jeunesse, il s'est intéressé à certains projets industriels auxquels la noblesse éclairée espagnole n'était plus aussi réticente, comme la filature de Torrelavega ou le projet de construction de canaux des "quatre Grands d'Espagne", auquel il a participé avec les ducs de Medinaceli et d'Osuna et le marquis d'Astorga.
Il participe à la guerre du Roussillon contre les révolutionnaires français en tant que colonel du régiment des volontaires de Castille, organisé à ses frais en 1793, et à la guerre des Oranges en 1800. Sa participation à la guerre contre la Convention lui vaut d'être promu brigadier. En 1795, il est nommé maréchal de camp et en 1802, lieutenant général. Il était l'un des favoris de celui qui allait régner plus tard sous le nom de Ferdinand VII d'Espagne après la conspiration anti-godoyiste de 1807 qui a conduit au procès de l'Escurial (es). Le procureur Simón de Viegas a demandé la peine de mort à son encontre, mais il a été acquitté lors de sa condamnation. Malgré cela, il est suspendu de son grade militaire et Charles IV d'Espagne le bannit à Écija.
Après la mutinerie d'Aranjuez, Ferdinand VII nomme le duc président du Conseil de Castille et colonel en chef de la Garde espagnole. Les rapports de l'ancien ambassadeur français à Madrid, François de Beauharnais, lui attribuant la direction de la résistance espagnole, mettent Joaquín Murat, arrivé dans la capitale en mars 1808, sur sa piste. Néanmoins, le duc d'Infantado accompagne le nouveau roi dans le voyage qui commence le 10 avril et se termine, malgré ses conseils défavorables, par les abdications de Bayonne.
À son retour de France, bien qu'il l'ait fait en accompagnant Joseph Ier, il passe du côté espagnol, ce qui explique que Napoléon Bonaparte lui confisque tous ses biens par décret du 12 novembre 1808, ce qui explique que l'Empereur utilise son palais de Chamartín de la Rosa en décembre de la même année pour s'y installer avec son état-major avant la capitulation de Madrid. Le duc, nommé commandant en chef de l'armée du Centre, participe à la défaite espagnole à la bataille d'Uclés en 1809. Il est ensuite nommé ambassadeur à Londres, poste qu'il occupe jusqu'à ce que les Cortes le nomment membre de la Régence de 1812 ou du Quintillo, ainsi appelé parce qu'il était composé de cinq personnes. Lorsque la guerre prend fin et qu'El Deseado revient, il est l'une des rares personnes de l'entourage du monarque à exprimer ses réserves quant à l'abrogation de la Constitution de 1812, la première rédigée en Espagne.
Il fait partie du gouvernement nommé par Ferdinand VII en 1814. Sous la protection de l'armée des Cent Mille Fils de Saint Louis, il est président du Conseil de Régence en 1823, pendant la captivité de Ferdinand VII. Il a également été président du gouvernement entre 1825 et 1826. Il est mort à Madrid en 1841, à l'âge de 73 ans.
Dans sa jeunesse, alors qu'il n'était pas marié, il a eu un fils et deux filles. À sa mort, son testament est contesté et donne lieu au plus important procès d'homologation de l'époque. Son fils, Manuel Álvarez de Toledo Lasparre Salm-Salm y Valledor, né à Guadalajara en 1805, reconnu par son père et légitimé par décret royal en 1825, fut XIIe duc de Pastrana, XIIIe duc de Francavilla et XIIIe marquis de Cenete, par cession en 1852 du XIe duc de Pastrana, Mariano Téllez-Girón y Beaufort Spontin.

## Titres, ordres et fonctions

### Titres
- XIII Duc del Infantado
- X Duc de Francavilla
- IXe Duc de Pastrana
- IXe duc d'Estremera
- XIV Marquis de Santillana
- XIII Marquis de Campoo
- XII Marquis d'Argüeso
- XII Marquis de Cenete
- XII Marquis de Távara
- X Marquis de Cea
- X Marquis d'Algecilla
- IX Marquis d'Almenara
- XVIe comte de Saldaña
- XIVe comte de Real de Manzanares
- XII Comte d'El Cid
- XIe comte de Villada[12][13].

### Ordres

#### Royaume d'Espagne
- Chevalier de l'Ordre de la Toison d'or[13],[14].

- Cavalier Grand-Croix de l'Ordre de Charles III[13],[14].
- Cavalier Grand-Croix de l'Ordre de Saint-Ferdinand[13],[14].

#### Étrangers
- Cavalier de l'Ordre du Christ (Royaume de Portugal)[13].

### Fonctions
- Gentilhombre de cámara con ejercicio[15].
- 1814-1823 : Président du Conseil de Castille[16].
- 1825-1826 : Bureau du secrétaire d'État.
- Conseiller d'État[14].
- Capitaine général des Armées Royales[17].
- Lieutenant Général des Armées Royales[15].
- Colonel du 1er régiment de la Garde royale d'infanterie espagnole[16].
- Académie royale des Beaux-Arts Saint-Ferdinand :
  - 17 novembre 1815[18] : Consulaire[19].
  - avril 1792[18] : Académicien honoraire[20].
- 29 janvier 1802 : Académicien d'honneur de l'Académie royale d'histoire[21].

## Ancêtres
|  |                                                          |  |  |  |  |  |  |  |  |  |  |  |  |
|  | Antonio de Toledo Osorio                                 |  |  |  |  |  |  |  |  |  |  |  |  |
|  |                                                          |  |  |  |  |  |  |  |  |  |  |  |  |
|  |                                                          |  |  |  |  |  |  |  |  |  |  |  |  |
|  | Miguel de Toledo, Xe marquis de Távara                   |  |  |  |  |  |  |  |  |  |  |  |  |
|  |                                                          |  |  |  |  |  |  |  |  |  |  |  |  |
|  |                                                          |  |  |  |  |  |  |  |  |  |  |  |  |
|  | Ana María Pimentel, IXe marquise de Távara               |  |  |  |  |  |  |  |  |  |  |  |  |
|  |                                                          |  |  |  |  |  |  |  |  |  |  |  |  |
|  |                                                          |  |  |  |  |  |  |  |  |  |  |  |  |
|  | Pedro de Alcántara de Toledo, XIIe duc del Infantado     |  |  |  |  |  |  |  |  |  |  |  |  |
|  |                                                          |  |  |  |  |  |  |  |  |  |  |  |  |
|  |                                                          |  |  |  |  |  |  |  |  |  |  |  |  |
|  | Juan de Dios Silva y Mendoza, Xe duc del Infantado       |  |  |  |  |  |  |  |  |  |  |  |  |
|  |                                                          |  |  |  |  |  |  |  |  |  |  |  |  |
|  |                                                          |  |  |  |  |  |  |  |  |  |  |  |  |
|  | María Francisca de Silva Hurtado de Mendoza              |  |  |  |  |  |  |  |  |  |  |  |  |
|  |                                                          |  |  |  |  |  |  |  |  |  |  |  |  |
|  |                                                          |  |  |  |  |  |  |  |  |  |  |  |  |
|  | María Teresa de los Ríos Zapata y Mendoza                |  |  |  |  |  |  |  |  |  |  |  |  |
|  |                                                          |  |  |  |  |  |  |  |  |  |  |  |  |
|  |                                                          |  |  |  |  |  |  |  |  |  |  |  |  |
|  | Pedro de Alcántara de Toledo, XIIIe duc del Infantado    |  |  |  |  |  |  |  |  |  |  |  |  |
|  |                                                          |  |  |  |  |  |  |  |  |  |  |  |  |
|  |                                                          |  |  |  |  |  |  |  |  |  |  |  |  |
|  | Guillermo Florencio, Wild y ringrave de Salm-Hoogstraten |  |  |  |  |  |  |  |  |  |  |  |  |
|  |                                                          |  |  |  |  |  |  |  |  |  |  |  |  |
|  |                                                          |  |  |  |  |  |  |  |  |  |  |  |  |
|  | Nicholas Leopold, prince de Salm-Salm                    |  |  |  |  |  |  |  |  |  |  |  |  |
|  |                                                          |  |  |  |  |  |  |  |  |  |  |  |  |
|  |                                                          |  |  |  |  |  |  |  |  |  |  |  |  |
|  | Condesa Mariana de Mansfeld                              |  |  |  |  |  |  |  |  |  |  |  |  |
|  |                                                          |  |  |  |  |  |  |  |  |  |  |  |  |
|  |                                                          |  |  |  |  |  |  |  |  |  |  |  |  |
|  | Mariana, princesa de Salm-Salm                           |  |  |  |  |  |  |  |  |  |  |  |  |
|  |                                                          |  |  |  |  |  |  |  |  |  |  |  |  |
|  |                                                          |  |  |  |  |  |  |  |  |  |  |  |  |
|  | Luis Otón, prince de Salm                                |  |  |  |  |  |  |  |  |  |  |  |  |
|  |                                                          |  |  |  |  |  |  |  |  |  |  |  |  |
|  |                                                          |  |  |  |  |  |  |  |  |  |  |  |  |
|  | Princesse Dorothée de Salm                               |  |  |  |  |  |  |  |  |  |  |  |  |
|  |                                                          |  |  |  |  |  |  |  |  |  |  |  |  |
|  |                                                          |  |  |  |  |  |  |  |  |  |  |  |  |
|  | Princesse Albertina de Nassau-Hadamar                    |  |  |  |  |  |  |  |  |  |  |  |  |
|  |                                                          |  |  |  |  |  |  |  |  |  |  |  |  |
|  |                                                          |  |  |  |  |  |  |  |  |  |  |  |  |